# Ewangelia Słucka

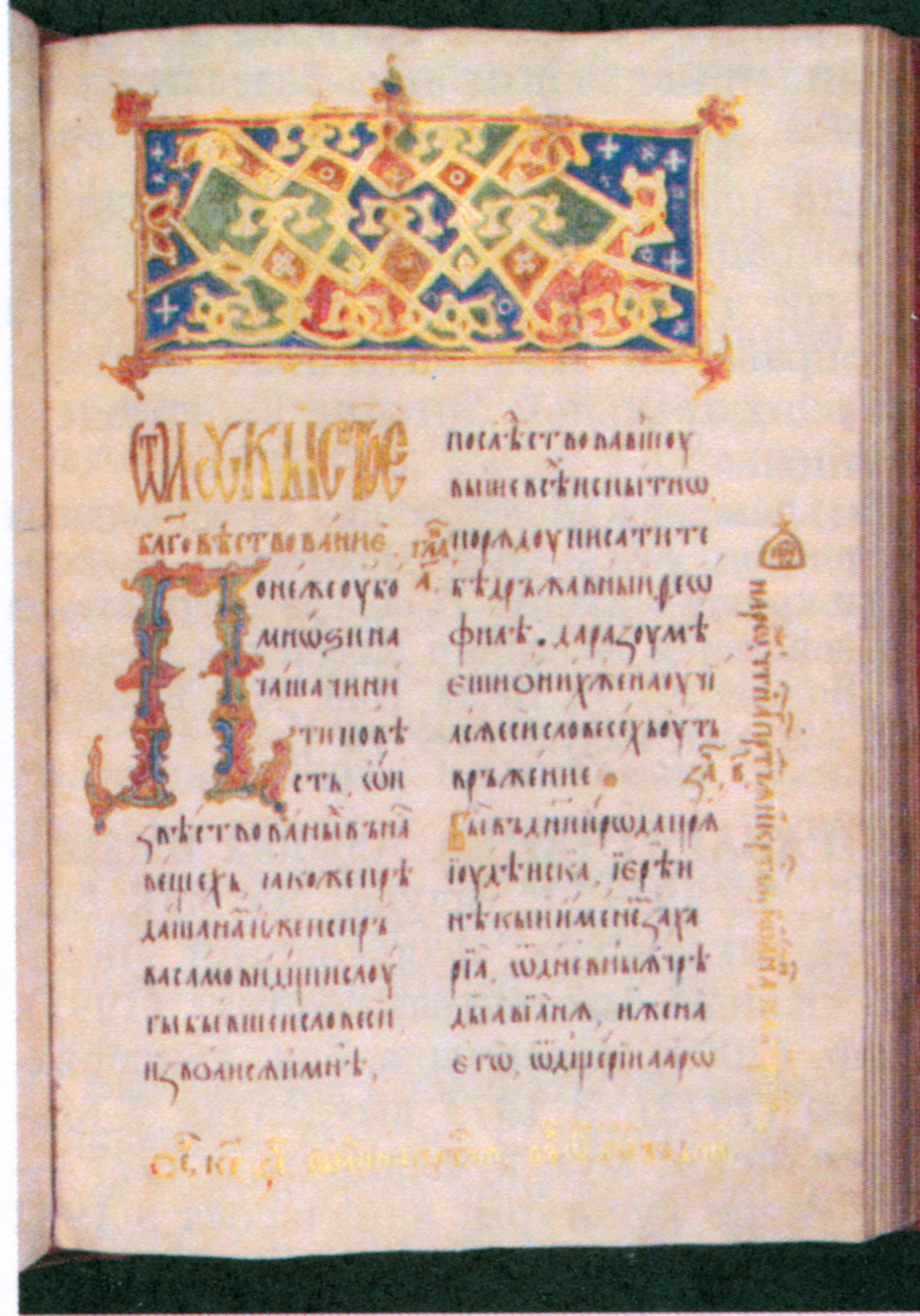
Ewangelia Słucka

Ewangelia Słucka – ewangeliarz prawosławny powstały w XVI wieku na dworze książąt kopylsko-słuckich. 

## Historia
Manuskrypt powstał w 1582 roku w Słucku. Jego autorem był kniaź litewski Jerzy Juriewicz Olelkowicz. Do 1917 roku rękopis przechowywany był w Monasterze Troickim w Słucku, a następnie w muzeum w Mińsku i w muzeum w Mohylewie. Zaginął w czasie II wojny światowej. Odnalazł się w 2002 roku. 
W 2009 roku został wydany drukiem przez Egzarchat Białoruski Rosyjskiego Kościoła Prawosławnego.

## Opis
Rękopis Ewangelii Słuckiej został napisany w języku cerkiewnosłowiańskim, ustawem, na 259 arkuszach po dwie kolumny na stronie, w każdej kolumnie 20 wierszy. Do jego sporządzenia wykorzystano atramenty różnego koloru oraz płynne złoto.